# 水球ボール

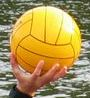
水球ボールは握りやすく設計されている。

水球ボール（すいきゅうボール）は水球やカヌーポロで使用されるボールで、通常は明るい黄色と握りやすさに特徴付けられ、これによりその大きなサイズにもかかわらず片手で持てるようになっている。

## 標準的な水球ボールの特徴
水球ボールの標準的な大きさは以下のようになっている。
- サイズ5 - 男子用の水球ボール。ボールの周囲は0.68メートル以上0.71メートル以下で、質量は400から450グラム、空気圧は90から97キロパスカル[1]。
- サイズ4 - 小型、女子または14歳以下の男子用の水球ボール。周囲は0.65メートル以上0.67メートルいか、質量は400から450グラム、空気圧は83から90キロパスカル[2]。
- サイズ3 - 中級、14歳以下の女子と12歳以下の男子用の水球ボール[3]。
- サイズ2 - ジュニア、12歳以下の女子と10歳以下の男子用の水球ボール[4]。
- サイズ1 - スプラッシュボール、8歳以下の男女用の水球ボール[5]。

## 水球ボールの発展
19世紀後半にラグビーフットボールの一種として近代的な水球が始まり、イングランドとスコットランドの川で試合が行われるようになった頃には、インドの植民地プランテーションから輸入したゴムで作った3インチから4インチの小さなボールが使われていた。この「ウォーターラグビー」はバルティ語でボールを表すpuluという単語の英語による発音に基づき、「ウォーターポロ」と呼ばれるようになった。当初のボールは直ちにサッカーボールに道を譲り、これによりボールを持って水上でパスをしたり泳いだりできるようになった。しかし、革のサッカーボールは水を吸収して非常に重くなってしまい、濡れると滑りやすく制御が不可能になってしまった。1936年にカリフォルニア州の水球コーチで水球の力学に関して複数の著書のあるジェームズ・R・スミスは膨らませられる浮き袋とゴム繊維のカバーで作られたボールを開発し、パフォーマンスを向上させた。新しいボールは赤色だったが、選手の見やすさの向上を考慮して1948年までに黄色が認められた。1956年にはこれが世界水泳連盟とオリンピックの水球競技における公式となった。

## 水球ボールの最近の更新

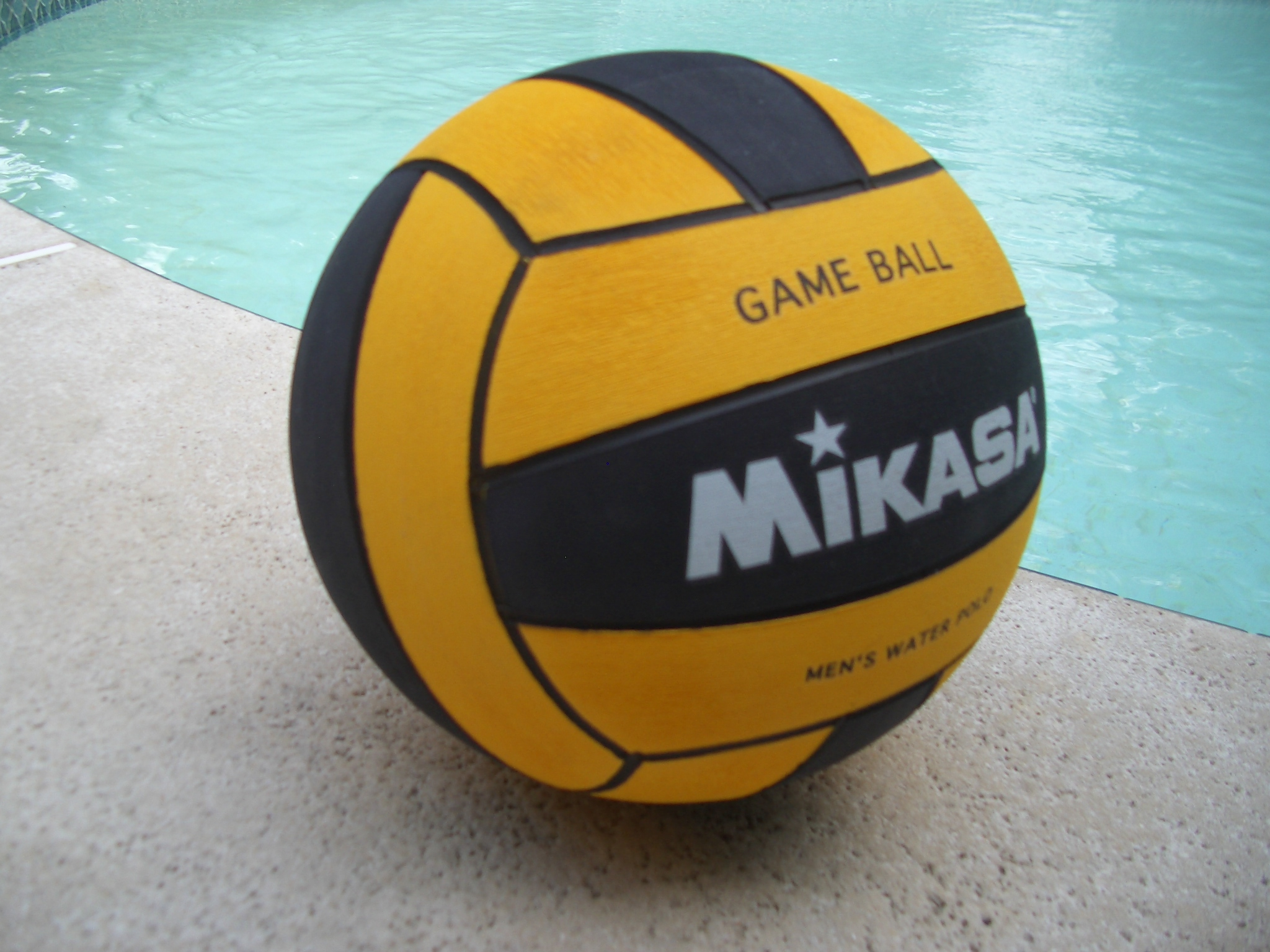
2005年に発表された新しい種類の水球ボール

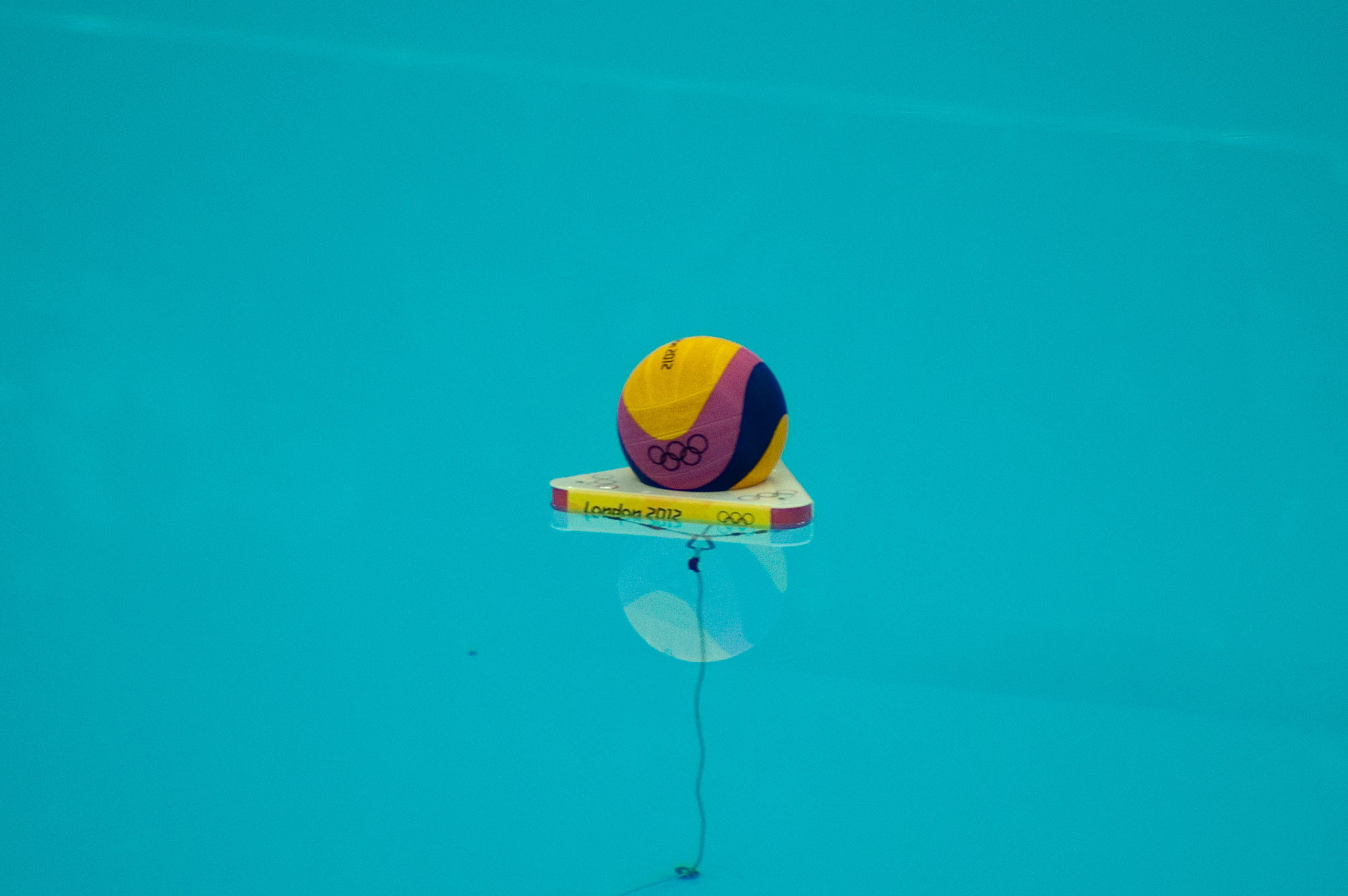
2012年ロンドンオリンピックの水球競技で使われたボール

2005年上半期に、世界水泳連盟は公式戦で使われる水球ボールの規格への変更を認めた。この変更により黒、緑、赤、青、または黄色の色付きの縞を中央に、通常の黄色の縞を側面に入れることが認められた。
2006年5月、全米大学体育協会と全米州立高校協会の規則委員会は両協会に認可された全ての試合で色付きのボールの使用を許可する規定の変更を行ったと発表した。それまでのルールは水球ボールが「黄色に黒線」でなければならないと定めていたが、新しい表現では色付きのパネルが認められる。新しい色付きのボールの製造業者であるミカサは、新しいボールは女性用のボールを男性用のボールから区別し、ボールの適切な回転を教えることに役立ち、チームにとってボールの軌跡を追うことがより容易になるためチームに利益があると主張した。
独特のデザインと色の組み合わせが特別な大会を記念するために使われたこともある。